# It's Gonna Be Me
"It's Gonna Be Me" é uma música da boy band norte-americana NSYNC.  Foi lançado em 12 de junho de 2000 como o segundo single nos Estados Unidos e terceiro na Europa de seu segundo álbum de estúdio No Strings Attached.  A música tornou-se o único hit número um na Billboard Hot 100 da banda, tornando-se seu single mais bem-sucedido. Ela liderou o gráfico por duas semanas consecutivas e foi certificado como Ouro pela RIAA.

## Composição e Letra
As letras são dirigidas a uma mulher que aparentemente teve más experiências em relacionamentos anteriores.  O homem que demonstra interesse por ela garante à mulher que ele não é nada parecido com seus amantes passados, e que está preparado para esperar por ela.  Quando ela está pronta para amar alguém novamente, ele afirma que "vai ser eu".  Está escrito na chave de C menor.

## Recepção critica
Em 2015, a equipe da Rolling Stone classificou-a como a 15ª maior música de uma boy band de todos os tempos.

## Vídeo musical

Os membros do grupo como bonecos de plástico no clipe.

O videoclipe foi dirigido por Wayne Isham.  O vídeo estreou no TRL da MTV em 23 de maio de 2000.  Foi lançado no "Making the Video" da MTV.  Joji Tani, conhecido por Screaming Mad George, forneceu trabalho de maquiagem para o vídeo.
O vídeo começa em uma grande loja de brinquedos, com "Bye Bye Bye" tocando em segundo plano.  Cada membro do grupo é uma versão animada de boneco de plástico em uma caixa semelhante à capa do álbum.  Eles perfuram a frente de plástico de suas caixas e tentam atrair a atenção das meninas que compram ( Kim Smith , que também aparece como marionetista em "Bye Bye Bye") para que elas possam ser compradas.  Os homens do exército descem de uma prateleira mais alta, destroem as caixas e riem deles quando são comprados.  Em seguida, os garotos descobrem um conjunto de bonecas parecidas com as da Barbie e saem com eles. As Barbies lançam uma rede nelas e, novamente, provocam-nos quando são compradas e a NSYNC não.  Finalmente, o grupo volta para a prateleira e dança para a moça que está fazendo compras.  Ela os compra e, ao digitalizar, cada boneco se torna a versão real de cada membro do grupo.  Tudo isso é intercalado com a banda em uma sala colorida, cantando e dançando com as luzes mudando de cor.
O vídeo foi lançado no canal Vevo do YouTube do grupo em 24 de outubro de 2009.  Em abril de 2018, o vídeo acumulava mais de 73 milhões de visualizações.

## Na cultura popular
Após o lançamento do vídeo, bonecos como aqueles retratados pela banda foram criados, com as cordas anexadas como uma referência ao grande sucesso do vídeo de "Bye Bye Bye".
Ao longo da música, Justin Timberlake pronuncia a palavra "eu" de forma que soa mais como "May", particularmente no final da música.  Essa esquisitice levou a uma mania na internet em que memes do rosto de Timberlake acima da inscrição "It's Gonna Be May!" são compartilhados na internet por inúmeros usuários a cada 30 de abril (incluindo o presidente dos EUA, Barack Obama, e o próprio Timberlake).  As visualizações no YouTube também acumulam cinco vezes mais visualizações diárias em 30 de abril do que em meados de abril, sete vezes mais pesquisas e 23% mais visualizações em todos os vídeos musicais do NSYNC.  Quando questionado sobre o porquê de ele ter pronunciado "eu" dessa maneira, ele respondeu que o produtor Martin pediu a ele que cantasse a palavra dessa forma, já que ele provavelmente queria que Timberlake soasse como se fosse do Tennessee.
Em 2016, o Fall Out Boy criou um videoclipe de acompanhamento para sua música "Irresistible", com Demi Lovato , que também é dirigido por Isham e contou com participações de Chris Kirkpatrick como trabalhador de fábrica de brinquedo e Joey Fatone como funcionário de uma loja de brinquedos.

## Lista de faixas
Edição limitada norte-americana 1
1. "It's Gonna Be Me" (Versão Single) - 3:11
2. "It's Gonna Be Me" (Maurice Joshua Radio Mix) - .. 4:11

US single 2
1. "It's Gonna Be Me" (Versão Single) - 3:11
2. "It's Gonna Be Me" (Jack D. Elliot Remix Radio Edit) - 3:49
3. "It's Gonna Be Me" (Digital Black-N-Groove Club Mix) - 8:07
4. "It's Gonna Be Me" (Remix de Jazzy Jim) - 3:49
5. "It's Gonna Be Me" (Azza's Groove Mix) - 3:46
6. "It's Gonna Be Me" (Jack D. Elliot Club Mix) - 6:04
7. "It's Gonna Be Me" (Digital Black-N-Dub) - .. 5:15

Vinil dos EUA
1. "It's Gonna Be Me" (Digital Black-N-Groove Club Mix) - 8:05
2. "It's Gonna Be Me" (Radio Edit) - 3:11
3. "Bye Bye Bye" (Riprock e Alex G Club Remix) - 4:53

Single internacional
1. "It's Gonna Be Me" (Versão Single) - 3:11
2. "It's Gonna Be Me (Instrumental) - 3:13
3. "This Is Where the Party's A" (versão inédita) - 3:42
4. "Bye Bye Bye" (Teddy Riley Mix) - 3:40

## Créditos
Gravação
- Gravado no Cheiron Studios , Estocolmo, Suécia e Battery Studios, NYC

Pessoal
- Max Martin - compositor
- Rami - compositor, produtor
- Andreas Carlsson - compositor
- Chris Trevett - engenheiro de gravação
- Charles McCrorey - engenheiro assistente
- John Amatiello - engenheiro de Pro Tools
- Justin Timberlake - caixa de batida humana
- Chaz Harper - masterização

## Desempenho nas tabelas musicais
| Chart (2000–2001)                              | Posição |
| ---------------------------------------------- | ------- |
| O campo songid é OBRIGATÓRIO PARA PARADA ALEMÃ | 37      |
| Austrália (ARIA)                               | 11      |
| Áustria (Ö3 Austria Top 75)                    | 40      |
| Bélgica (Ultratip Bubbling Under de Flandres)  | 2       |
| Bélgica (Ultratip Bubbling Under da Valônia)   | 9       |
| Canadá (Canadian Hot 100)                      | 1       |
| Canadá (Adult Contemporary)                    | 27      |
| Escócia (Official Charts Company)              | 11      |
| Estados Unidos (Billboard Hot 100)             | 1       |
| Estados Unidos (Billboard Adult Top 40)        | 28      |
| Estados Unidos (Billboard Mainstream Top 40)   | 1       |
| Estados Unidos (Billboard Rhythmic)            | 7       |
| Irlanda (IRMA)                                 | 23      |
| Itália (FIMI)                                  | 13      |
| Nova Zelândia (Recorded Music NZ)              | 7       |
| Noruega (VG-lista)                             | 11      |
| Países Baixos (Dutch Top 40)                   | 28      |
| Países Baixos (Single Top 100)                 | 30      |
| Reino Unido (Official Charts Company)          | 9       |
| Reino Unido (UK Indie)                         | 2       |
| Suécia (Sverigetopplistan)                     | 6       |
| Suíça (Schweizer Hitparade)                    | 39      |

| Chart (2000)                       | Position |
| ---------------------------------- | -------- |
| Estados Unidos (Billboard Hot 100) | 27       |
| Nova Zelândia (Recorded Music NZ)  | 31       |